# Алматинска декларация (1978)
 За декларацията относно ОНД вижте Алматинска декларация (ОНД).  
Алматинската декларация (Декларация от Алма Ата) относно първична здравна помощ е приета на Международната конференция за първична здравна помощ, провела се от 6 до 12 септември 1978 г. в Алма Ата – бившия СССР.
Това е най-важното събитие свързано с политиката за международно здраве през 70-те години. Конференцията е организирана от Световната здравна организация и UNICEF под патронажа на тогавашния Съветски съюз. Декларацията от Алма Ата подчертава важността на първичната здравна помощ, като стратегия за постигане на по-добро здравеопазване на населението. Нейният девиз бе: Здраве за всички до 2000 г.
Конференцията изрази спешната необходимост от страна на правителствата, здравните служби, международната общност за защита и развитие на модела на първична здравна помощ за всички хора по света.
На тази конференция присъстваха 134 страни и 67 международни организации, със знаковото отсъствие на Китайската Народна Република.
Международната конференция формулира следната Декларация:

## Десетте точки от декларацията
1. Конференцията подчертава, че здравето, доброто физическо, психическо и социално състояние, а не само отсъствието на болести или неразположения, е основно човешко право и достигането на по-добро ниво на здравеопазване е особено важно и изисква усилията на много други икономически и социални сектори, освен здравния.
2. Огромната разлика съществуваща между здравеопазването в развитите и развиващи се страни е неприемливо от политическа, икономическа, социална гледна точка и представлява обща загриженост на всички страни.
3. Икономическото и социално развитие базирано на Новия международен икономически ред е много важно за пълноценното здравеопазване и намаляване на различията в този сектор между развиващите се и развитите страни. Насърчаването и опазване здравето на хората е необходимо за интензивното икономическо и социално развитие, допринасящо за по-добро качество на живота и за световния мир.
4. Хората имат право и задължение да участват индивидуално и колективно в проектирането и реализацията на здравеопазването от което имат нужда.
5. Правителствата са отговорни за здравето на своите граждани: То може да се постигне като се предприемат съответните санитарни и социални мерки. През следващите десетилетия основната социална задача на правителствата, на международните организации и на световната общност трябва да бъде достигането до 2000 година на едно ниво на здравеопазване, което ще позволи на всички народи по света да имат продуктивен социален и икономически живот. Първичното здравеопазване е ключът към постигането на този резултат в рамките на развитието и социалната справедливост.
6. Първичното здравеопазване е съставено от онези форми на здравна помощ, които са базирани на практичните технологии и методи, научно утвърдени и социално приемливи, които са предоставени на всички хора и семейства в общността благодарение на пълното им участие, реализирани на цена, която обществото и нацията могат да понесат на всеки един етап от развитието си самостоятелно и самоопределено. Първичното здравеопазване е неразделна част както от здравната система на дадена държава, където играе основна роля, така и на пълното социално и икономическо развитие на обществото. Тя дава първа възможност за контакт на индивида, на семейството и общността с националната здравна система, приближавайки максимално тази система до местоживеенето и работното място на хората, създавайки първия елемент за непрекъснатия процес на здравно обслужване.
7. Първична здравна помощ.
  - Отразява икономическите условия, социално културните и политически характеристики на страната и нейните общности; тя се базира на прилагането на значимите резултати получени от социалното, биомедицинското изследване, здравните услуги и опита натрупан в общественото здравеопазване;
  - Решава основни проблеми за здравето и предоставя здравни услуги за развитие, превенция, лечение и рехабилитация.
  - Включва най-малко: обучение по основните здравни проблеми и методите за превенция и контрол; насърчаване на система за правилно избиране на хранителните продукти и здравословното хранене; добро водоснабдяване и подобряване на основните санитарно-хигиенни условия; майчинско и детско обслужване включително семейно планиране, имунизация срещу основните заразни болести; Превенция и контрол на епидемии от местен характер; адекватно лечение на болести и най-често срещаните травми; доставка на основни лекарства.
  - Обхваща, освен отрасъла на здравеопазването, и всички други сектори свързани с общественото и национално развитие, като агрикултура, животновъдство, производство на храни, промишленост, строителство, публичен сектор, комуникации и други сектори; освен това се нуждае от координация в дейността на всички тези сектори.
  - Изисква и насърчава максимално автономията на индивида и общността и участието в проектирането, организацията, функционирането и контрола на самото здравно обслужване, използвайки напълно местните и национални налични ресурси. За тази цел, посредством адекватно обучение, развива капацитета на общността да участва;
  - Трябва да се подкрепи от съответните интегрирани, функционални и взаимоспомагателни системи, които водят до прогресивно подобрение на глобалното здравно обслужване за всички и дават приоритет на онези които имат най-голяма нужда.
  - На местно ниво и на горепосочените нива, първичното здравно обслужване зависи от медицинския персонал, включващ лекарите, санитарите, акушерите, обслужващия персонал, общностните служители, както и представители на традиционните професии, които трябва да бъдат съответно подготвени от техническа и социална гледна точка, за да работят като един екип за здравето и да отговарят на здравните изисквания на обществото.
8. Всички правителства трябва да формулират на национално равнище политики, стратегии и планове за действие за разпространението и подкрепата на първичното здравно обслужване, като част от националната система за здравеопазване и координирането с други сектори. За тази цел е необходимо налагане на политическа воля, мобилизиране на ресурсите на страната и рационално използване на външни налични ресурси.
9. Всички страни трябва да действат решително в духа на тясното сътрудничество, за да гарантират първично здравно обслужване на всеки човек от различните страни, тъй като постигането на добър здравен статус от страна на хората от всяка една държава засяга пряко и е в полза на всички останали държави. В този смисъл достигнатото съгласие относно здравното обслужване под егидата на Световната здравна организация и UNICEF, представлява солидна база за развитието и бъдещото действие на първичното здравно обслужване във всяка част на света.
10. Едно приемливо ниво на здравеопазване за всички хора по света може да бъде достигнато до 2000 година чрез по-добро използване на световните ресурси, голяма част от които сега са насочени към въоръжаване и военни конфликти. Политиката на независимост, за мир, намаляване напрежението и разоръжаване може и би трябвало да отпусне допълнителни ресурси, които да се използват за мирни цели и за ускоряване на икономическото и социално развитие: на първичното здравеопазване, като основна част от това развитие би трябвало да се полага една подходяща част от наличните ресурси.

## Заключение
Международната конференция за първичното здравно обслужване изисква спешни и ефикасни национални и международни действия за развитие и прилагане на здравеопазването във всички части на света и по-специално в развиващите се страни, в духа на техническото сътрудничество и в рамките на новия международен икономически ред. Конференцията призовава правителствата, Международната здравна организация, UNICEF и други международни организации, междудържавните агенции, неправителствените организации, финансовите институции, здравните работници и цялата световна общност да подкрепят усилията в полза на първичното здравно обслужване и да му отредят една увеличаваща се техническа и финансова помощ, особено в развиващите се страни.
Конференцията отправя призив към всички посочени организации да сътрудничат за прилагането, развитието и поддържането на първичното здравно обслужване в съответствие с духа и съдържанието на тази декларация.

## Резултати
Декларацията от Алма Ата за първично здравно обслужване не достигна целта си, целяща здраве за всички до 2000 година, тъй като, по мнение на критиците, липсва медицинско, политическо и идеологично желание.
Сега здравните системи са по-незадоволителни от тези които съществуваха през 1978 г., след създаването на една смесена здравна система: за бедните държавната помощ често е недостатъчна, а за високите слоеве на обществото, алтернативата е частното здравеопазване. И не на последно място трябва да се отбележи недостатъчното внимание на цялостното лечение, като се предпочитат частични евтини решения (например: ваксиниране за всички, семейно планиране, контрол растежа при децата, внимание към кърменето при жените), оставяйки здравето на случайността и обръщайки повече внимание на възстановителните процедури